# 哥伦布公园 (曼哈顿)
哥伦布公园（Columbus Park）原名桑樹彎公園（Mulberry Bend Park）、五点公园（Five Points Park）、天堂公园（Paradise Park），是美国纽约市曼哈顿华埠的一个公园，公園內設有孫中山銅像。在19世纪，这里曾是纽约移民最危险的贫民窟地区，正如书籍和电影 《纽约黑帮》所描绘的那样。公园原为五点街区（Five Points）的一部分，称为桑樹彎（Mulberry Bend ）。今天，哥伦布公园是当地华人居民的聚集地点，在这里玩麻将、 唱戏... 清早在这里打太极。"